# Jukovski
Jukovski (russo:  Жуковский) é uma cidade no oblast de Moscovo, Rússia. Possui 47,3 quilômetros quadrados e segundo censo de 2019, havia 107 922 habitantes.

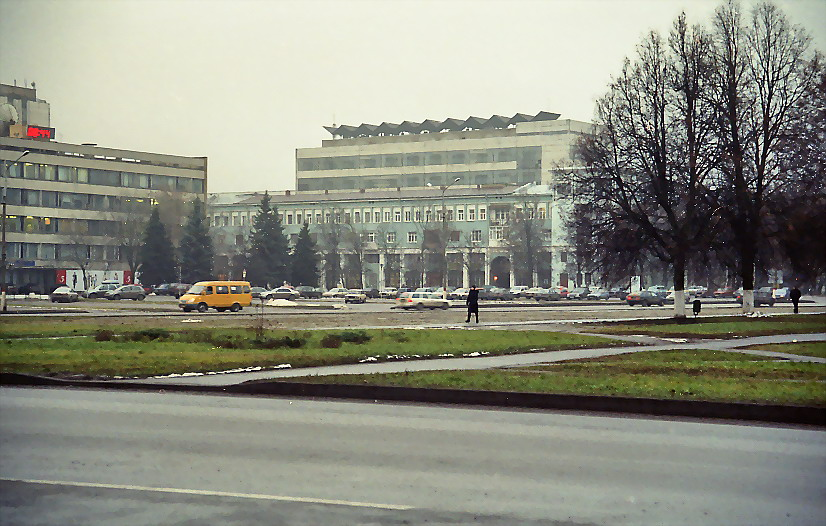
Vista de Jukovski, com os institutos TsAGI e NIIP
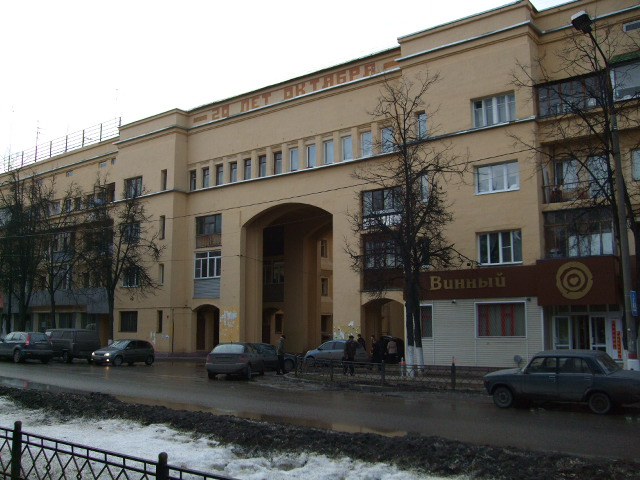
A Quinta Casa
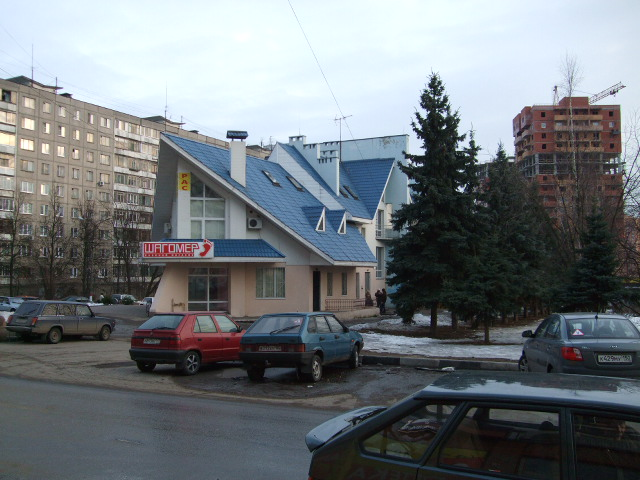
Um dos centros comerciais da cidade